# Clubul Sportiv Municipal Ştiinţa Baia Mare
Il Clubul Sportiv Municipal Ştiinţa Baia Mare è una squadra di rugby a 15 rumena che milita nel campionato di prima divisione del suo paese, il Divizia Naţională
Fu fondata nel 1977 e giocò la sua prima partita nel campionato di serie B rumeno il 18 settembre 1977 vincendo per 10 a 0 contro il Constructorul Arad. Nella stagione 1978-79 esordì nella divisione maggiore, la sua prima partita fu il 27 agosto 1978 contro lo Steaua perdendo per 13 – 15. Vinse il suo primo scudetto nel 1989-90.

## Palmarès
- Campionati rumeni: 5
1990, 2009, 2010, 2011, 2014